# 漢娜·貝希勒
漢娜·貝希勒（英語：Hannah Beachler，/biːklər/）是一名美國美術指導。她曾參與2015年的洛基系列電影《金牌拳手》、邁爾士·戴維斯傳記片《瘋狂邁爾士》，她最近因電影《月光男孩》、碧昂絲2016年的電視特輯和視覺專輯《檸檬特調》以及她在電影《黑豹》中的非洲未來主義設計指導而知名，並因此獲得奧斯卡最佳藝術指導獎。她是第一個在同一類別中被提名的非洲裔美國人，也是第一個獲獎者。

## 生平
貝希勒在俄亥俄州森特維爾長大，畢業於辛辛那提大學時裝設計科系。她在俄亥俄州代頓的萊特州立大學主修電影科系。她第一次與導演瑞安·庫格勒在2013年的《奧斯卡的一天》中合作；這使得庫格勒聯繫她在《金牌拳手》中擔任他的美術指導，後來他們又在《黑豹》中合作。
改編自奧斯卡·格蘭特事件的《奧斯卡的一天》是在有限的預算下拍攝的，需要貝希勒發揮創造力，想出低成本的點子；她使用自己的灣區捷運卡，可以在格蘭特駕駛的汽車的遮陽板上看到。《奧斯卡的一天》在2013年日舞影展上贏得最佳影片評審團大獎和最佳影片觀眾獎。
為了《金牌拳手》，貝希勒觀看了前四部《洛基》電影以獲得靈感。她負責設計電影中出現在顯著位置的Front Street健身房。她參觀美國各地的一些健身房，但特別是在電影系列的總部所在地費城，以便很好地了解場景應該是什麼樣子。她設計了整個體育館，包括專業尺寸的拳擊場，她的計劃確保攝影機可以360度觀察到一切。
對於《瘋狂邁爾士》中的室外場景，貝希勒通過大量的照片檔案來準確捕捉紐約市從1950年代到1970年代的場景，但最終從幾十年後在YouTube上發布的一些從車窗拍攝的默劇中得到了靈感。她在整部影片中沒有使用任何舞台鏡頭；戴維斯家的場景是辛辛那提的一個廢棄的教堂，該教堂被改造成了一個多層的房子，包括一個地下室的錄音室。
作為漫威《黑豹》的美術指導，貝希勒負責監督3000萬美元的藝術預算和幾百人的團隊。貝希勒是漫威電影史上第一位女性美術指導，也是僅次於導演瑞安·庫格勒的第二位受僱於此的人。為了研究這個項目，她首先在南非開普敦待了一段時間，然後和劇組其他成員一起在該地區旅行，了解那裡的鄉村和文化代表。「這一切都不同，它們是不同的國家……」比奇勒解釋說。「你不可能代表所有的東西，但我肯定可以詮釋這樣一個事實：在[其虛構的國家]瓦干達和這一種文化中，有許多不同的東西。」由於她在《黑豹》中的工作，貝希勒成為第一個被提名為奧斯卡最佳藝術指導獎的非裔美國人，也是第一個贏得該獎項的人。
貝希勒是大都會藝術博物館展覽《在昨天我們會飛之前：一個非洲未來主義時期的房間》的首席策展人，該展覽於2021年開幕。

## 影視作品
- 《奧斯卡的一天》（2013年）
- 《殺出魔鬼鎮（英语：The Town That Dreaded Sundown (2014 film)）》（2014年）
- 《金牌拳手》（2015年）
- 《瘋狂邁爾士》（2015年）[11]
- 《檸檬特調》（2016年）
- 《月光男孩》（2016年）[4]
- 《黑豹》（2018年）[4]
- （2019年）
- 《黑之王者（英语：Black Is King）》（2020年）[12]
- （2021年）[13]
- （2022年）

## 獲獎和提名
| 年份 | 獎項                   | 獲獎作品     | 分類                       | 結果 | 來源   |
| ---- | ---------------------- | ------------ | -------------------------- | ---- | ------ |
| 2016 | 黃金時段艾美獎         | 《檸檬特調》 | 最佳綜藝節目藝術指導       | 提名 | [ 14 ] |
| 2017 | 藝術指導工會獎         | 《檸檬特調》 | 最佳獎項或活動節目藝術指導 | 獲獎 | [ 15 ] |
| 2018 | 好萊塢電影獎           | 《黑豹》     | 最佳藝術指導               | 獲獎 | [ 16 ] |
| 2018 | 洛杉磯影評人協會獎     | 《黑豹》     | 最佳藝術指導               | 獲獎 | [ 17 ] |
| 2018 | 舊金山影評人協會獎     | 《黑豹》     | 最佳藝術指導               | 獲獎 | [ 18 ] |
| 2018 | 聖路易斯影評人協會獎   | 《黑豹》     | 最佳藝術指導               | 獲獎 | [ 19 ] |
| 2018 | 華盛頓特區影評人協會獎 | 《黑豹》     | 最佳藝術指導               | 獲獎 | [ 20 ] |
| 2018 | 土星獎                 | 《黑豹》     | 最佳藝術指導               | 獲獎 | [ 21 ] |
| 2019 | 奧斯卡金像獎           | 《黑豹》     | 最佳藝術指導               | 獲獎 | [ 22 ] |
| 2019 | 藝術指導工會獎         | 《黑豹》     | 最佳奇幻電影藝術指導       | 獲獎 | [ 23 ] |
| 2019 | 黑盤獎                 | 《黑豹》     | 最佳藝術指導               | 獲獎 | [ 24 ] |
| 2019 | 評論家選擇電影獎       | 《黑豹》     | 最佳藝術指導               | 獲獎 | [ 25 ] |
| 2021 | 藝術指導工會獎         | 《黑之王者》 | 最佳綜藝節目藝術指導       | 獲獎 | [ 26 ] |
| 2021 | 美國佈景師工會獎       | 《黑之王者》 | 最佳綜藝節目裝飾/設計成就  | 提名 | [ 27 ] |

## 外部連結
- 官方网站
- 漢娜·貝希勒在互联网电影资料库（IMDb）上的資料（英文）